# Politika (programování)
Politika, návrh politik, anglicky policy classes je návrhové paradigma pocházející z jazyku C++. Použití v dalších OOP jazycích se zatím nerozšířilo.

## Jednoduchý příklad
Níže je uvedený příklad programu Hello world, jak by ho šlo rozložit pomocí politik.
```
template
 
<
 
typename
 
output_policy
,
 
typename
 
language_policy
 
>

class
 
HelloWorld
 
:
 
public
 
output_policy
,
 
public
 
language_policy

{

    
using
 
output_policy
::
Print
;

    
using
 
language_policy
::
Message
;

public
:

    
//behaviour method

    
void
 
Run
()

    
{

        
//two policy methods

        
Print
(
 
Message
()
 
);

    
}

};

#include
 
<iostream>

class
 
HelloWorld_OutputPolicy_WriteToCout

{

 
protected
:

    
template
<
 
typename
 
message_type
 
>

    
void
 
Print
(
 
message_type
 
message
 
)

    
{

        
std
::
cout
 
<<
 
message
 
<<
 
std
::
endl
;

    
}

};

#include
 
<string>

class
 
HelloWorld_LanguagePolicy_English

{

 
protected
:

    
std
::
string
 
Message
()

    
{

        
return
 
"Hello, World!"
;

    
}

};

class
 
HelloWorld_LanguagePolicy_German

{

 
protected
:

    
std
::
string
 
Message
()

    
{

        
return
 
"Hallo Welt!"
;

    
}

};

int
 
main
()

{

    
/* example 1 */

    
typedef
 
HelloWorld
<
HelloWorld_OutputPolicy_WriteToCout
,
 
HelloWorld_LanguagePolicy_English
>
 
my_hello_world_type
;

    
my_hello_world_type
 
hello_world
;

    
hello_world
.
Run
();
 
// Prints "Hello, World!"

   
/* example 2 

    * does the same but uses another policy, the language has changed

    */

    
typedef
 
HelloWorld
<
 
HelloWorld_OutputPolicy_WriteToCout
,
 
HelloWorld_LanguagePolicy_German
 
>
 
my_other_hello_world_type
;

    
my_other_hello_world_type
 
hello_world2
;

    
hello_world2
.
Run
();
 
// Prints "Hallo Welt!"

}

```